# 金芒蝠属
金芒蝠属（学名：Harpiola）是翼手目蝙蝠科的一个属。本属曾被视为管鼻蝠属（Murina）的一个亚属，目前确定有2个现生种：
- 灰色管鼻蝠 Harpiola grisea (Peters, 1872) －分布于印度
- 金芒蝠 Harpiola isodon (Kuo, Fang, Csorba & Lee, 2006) －分布于台湾岛及越南[2]